# Magueyes (Corozal)
Magueyes es un barrio ubicado en el municipio de Corozal en el estado libre asociado de Puerto Rico. En el Censo de 2010 tenía una población de 363 habitantes y una densidad poblacional de 71,07 personas por km².

## Geografía

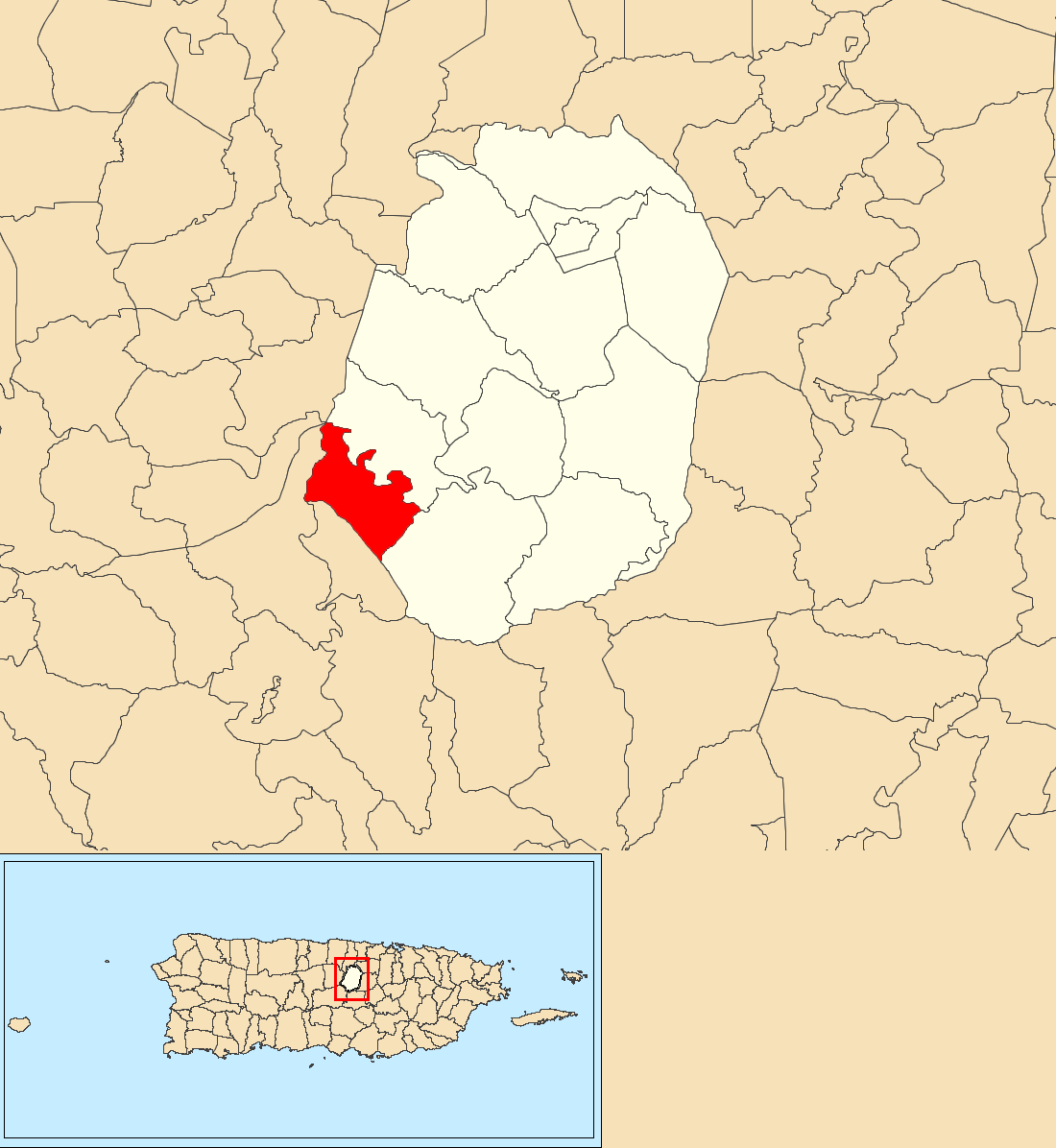
Ubicación de Magueyes en Corozal

Magueyes se encuentra ubicado en las coordenadas 18°16′34″N 66°22′9″O / 18.27611, -66.36917. Según la Oficina del Censo de los Estados Unidos, Magueyes tiene una superficie total de 5.11 km², que corresponden a tierra firme.

## Demografía
Según el censo de 2010, había 363 personas residiendo en Magueyes. La densidad de población era de 71,07 hab./km². De los 363 habitantes, Magueyes estaba compuesto por el 89.81% blancos, el 4.41% eran afroamericanos, el 5.51% eran de otras razas y el 0.28% pertenecían a dos o más razas. Del total de la población el 99.72% eran hispanos o latinos de cualquier raza.